# NGC 4087
NGC 4087 est une galaxie lenticulaire située dans la constellation de l'Hydre. NGC 4087 a été découverte par l'astronome germano-britannique William Herschel en 1789.

## Caractéristiques
Sa vitesse par rapport au fond diffus cosmologique est de 3 674 ± 27 km/s, ce qui correspond à une distance de Hubble de 54,2 ± 3,8 Mpc (∼177 millions d'al).
À ce jour, trois mesures non basées sur le décalage vers le rouge (redshift) donnent une distance de 47,300 ± 6,800 Mpc (∼154 millions d'al), ce qui est à l'intérieur des valeurs de la distance de Hubble. Notons cependant que c'est avec la valeur moyenne des mesures indépendantes, lorsqu'elles existent, que la base de données NASA/IPAC calcule le diamètre d'une galaxie et qu'en conséquence le diamètre de NGC 4087 pourrait être d'environ 59,5 kpc (∼194 000 al) si on utilisait la distance de Hubble pour le calculer.